# Néstor Isella
Néstor Ítalo Julio Isella Ferlini (Rafaela, Província de Santa Fe, Argentina, 6 de maig de 1937 - Ñuñoa, Xile, 20 de novembre de 2015) va ser un futbolista, entrenador i comentarista esportiu xilè d'origen argentí.

## Trajectòria

### Esportiva
Jugava de migcampista i el seu primer equip va ser Unión de Santa Fe de l'Argentina, club que va defensar entre 1956 i 1959, institució des de la qual va saltar a Buenos Aires. Es va iniciar en el Club de Gimnasia y Esgrima La Plata, destacant posteriorment a River Plate i Boca Juniors.
A Xile destacà com a volant de la Universidad Católica. La croada va ser l'única samarreta que va vestir al país en el qual es va radicar, adquirint-ne la nacionalitat. Amb la UC, va debutar el 12 de maig de 1963, amb una victòria de 3-0 sobre La Serena, en l'Estadi Nacional. Va disputar vuit campionats de Primera Divisió, entre 1963 i 1970. En ells, va sumar 202 presències i 92 gols. D'aquests, 36 van ser de penal, un dels grans segells del seu joc. És el segon golejador històric de Católica en tornejos nacionals. Va ser campió amb els "cruzados" el 1966, i dos anys més tard, el 1968, va resultar vencedor de la Pre-Libertadores. Amb la UC va participar en quatre Copes Libertadores, des de 1966 a 1969, jugant 30 partits, i marcant 12 gols, nou d'ells des dels 11 metres, sent superat per Alberto Acosta (19), i en empat amb Milovan Mirosevic i Juan Carlos Sarnari. Va sumar dues semifinals de la Libertadores, el 1966 i 1969. Va fer una de les duples més reeixides de la història del club al costat de Alberto Fouilloux.
En deixar l'activitat com a jugador, va prosseguir com a tècnic, a clubs com Unión Española, Palestino, Deportes Concepción, Audax Italiano, Coquimbo Unido i, per descomptat, el de la UC en dues ocasions. Les seves millors campanyes en la banqueta van ser amb els hispans, sent tercer en el torneig nacional de 1971, darrere de San Felipe y la U. En la Libertadores d'aquest any, va ser l'únic classificat de la seva zona, eliminant a Colo Colo, a Guaraní i Cerro Porteño, de Paraguai. Va accedir a semifinals, enfrontant a Barcelona (Guayaquil) i Estudiantes de La Plata, en què els argentins van classificar a la final.

### Mitjans de comunicació
Isella va participar en els mitjans de comunicacions, formant part de l'àrea esportiva de Canal 13 durant 22 anys. Aquí va ser comentarista i relator al costat de Julio Martínez. Un dels programes més recordats va ser Futgol, on conduïa al costat del seu ex company del Club Universidad Católica Alberto Fouilloux.

## Vida política
En les eleccions municipals de 2008 es va presentar com a candidat a regidor per la comuna de Providència representant al Partit Radical Socialdemòcrata, obtenint el 2,69 per cent dels vots sense resultar triat.

## Últims anys de vida
Els seus darrers anys, ja delicat de salut, vivia en una casa de repòs a Ñuñoa, on una pneumònia li va acabar costant la vida.

## Clubs

### Com a jugador
| Club                        | País      | Any       |
| --------------------------- | --------- | --------- |
| Club Atlético Unión         | Argentina | 1956―1959 |
| Boca Juniors                | Argentina | 1960      |
| Gimnasia y Esgrima La Plata | Argentina | 1961      |
| River Plate                 | Argentina | 1962      |
| Universidad Católica        | Xile      | 1963―1970 |

### Campionats nacionals
| Títol                   | Club                 | País | Any  |
| ----------------------- | -------------------- | ---- | ---- |
| Primera Divisió de Xile | Universidad Católica | Xile | 1966 |

### Com a entrenador
| Club                 | País | Any       |
| -------------------- | ---- | --------- |
| Unión Española       | Xile | 1971―1972 |
| Palestino            | Xile | 1973      |
| Universidad Católica | Xile | 1973      |
| Deportes Concepción  | Xile | 1974      |
| Universidad Católica | Xile | 1978      |
| Audax Italiano       | Xile | 1979      |
| Coquimbo Unido       | Xile | 1979      |